# جان اس. رابرتس
جان اس. رابرتس (انگلیسی: John Roberts؛ زادهٔ ۱۹۷۳/۱۹۷۴ (۵۰–۵۱ سال)) کارآفرین اهل بریتانیا است، که در سال ۲۰۰۰ شرکت ای‌او ورلد را تأسیس کرد.